# Калатрава-ла-Нуэва
Калатра́ва-ла-Нуэ́ва (исп. Castillo de Calatrava la Nueva, досл. Новая Калатрава) — замок XIII века, расположенный в муниципалитете Альдеа-дель-Рей провинции Сьюдад-Реаль автономного сообщества Кастилия-Ла-Манча, Испания. Замок был возведён в 1213—1217 годах на месте старой вестготской крепости, которая в 1129 году перешла в руки христиан.
Название замка происходит от католического Ордена Калатравы, использовавшего этот замок в качестве основной резиденции после захвата мусульманами их предыдущего владения — «Старой Калатравы».

## История
Место замка Нуэва и окружающая его территория были обитаемы с глубокой древности. В окрестностях замка обнаружены осколки керамики бронзового века. Первое поселение на холме, где сейчас стоит крепость, появилось в эпоху Королевства вестготов. Неизвестно, каким образом замок использовался маврами.
Крепость перешла испанцам в середине XII века, когда христианские королевства севера отвоевали провинцию в ходе Реконкисты. Королевство Арагон использовало крепость в качестве ключевой оборонительной позиции перед горами Сьерра-Морена.
Первое задокументированное упоминание крепости состоялось в 1187 году, когда она использовалась семейством Манрике де Лара. В 1191 году замок был передан в пользование Ордену Калатравы Родриго Гутьерресом Хироном в качестве «оплаты за упокоение души». Через три года его наследники продали замок во владение ордена за 1000 мараведи. Позже Альфонсо VIII подтвердил право владения замком Орденом Калатравы.
В 1211 году близлежащая крепость Сальватьерра была захвачена мусульманами, и Калатрава-ла-Нуэва приобрёл стратегическое значение. В том же году замок пал под натиском арабов. После победной Битвы при Лас-Навас-де-Толоса крепость была снесена, и на её месте воздвигнуто новое строение силами пленных. Причина постройки нового фортификационного сооружения была проста: армии на случай войны требовался опорный пункт, прикрывающий подходы к городу Каррион-де-Калатрава. После достройки Калатрава-ла-Нуэва вновь вернулась к рыцарям, но была предусмотрена возможность быстрой смены «владельцев» — толстые и высокие стены без бойниц, с учётом нахождения комплекса на возвышении, делали замок почти неприступным.

### Современность
К концу XIV века орден фактически превратился в номинального держателя доходных земель. После ряда конфискаций в 1775 и 1808 годах, королева Изабелла II распускает Орден Калатравы, национализируя всё его имущество, включая Калатраву-ла-Нуэва. После этого замок переходит во владение Хуана Альвареса Мендисабаля. После смерти министра замок приходит в запустение, постепенно разрушаясь. Только 15 октября 1991 года были начаты реставрационные работы, финансируемые провинцией Кастилия-Ла-Манча. Одновременно замок был открыт для посещения туристами, однако будущее замка пока не определено.

## Описание

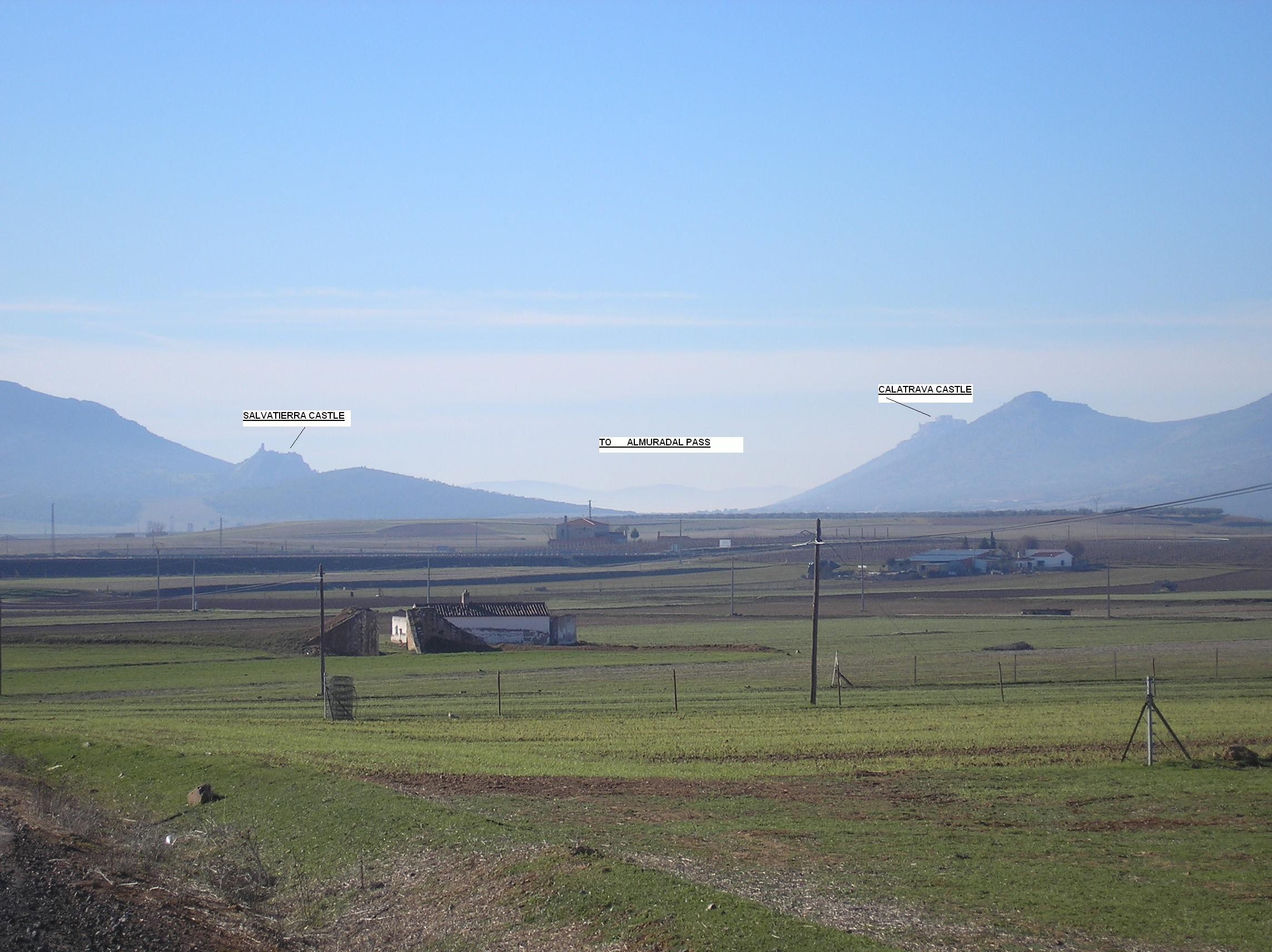
Замки Калатрава-ла-Нуэва и Сальватьерра, контролирующие проход в Сьерра-Морена

Крепость расположена на вершине конусообразного холма высотой 936 метров с густой растительностью на склонах и в основании. Холм обрывистый, окружён «террасами» из крупной гальки, затруднявшей доступ нападающим. Единственная дорога к основанию замка была обустроена только в 1560 году по случаю посещения Филиппом II форта.
Калатрава-ла-Нуэва представляет собой сложный комплекс, состоящий из церкви, монастыря, общежития и внутреннего двора. Ко двору ведет широкий полуподземный проход, расположенный рядом со стеной. Ранее здесь располагались конюшни и караульный корпус. Над ним находилось общежитие, ныне полностью разрушенное. С правой стороны находятся остатки монастыря — полы и части стен. Далее проход ведёт к собственно замку. Его стены образуют скальные породы холма. На площадке замка, отделённые от основного двора колоннами, располагались ещё одни конюшни, над которыми выделана остроконечная сводчатая крыша. Каменное строение над конюшнями имеет четырёхуровневую систему, соединённую винтовыми лестницами, выдолбленными в камне.
Церковь выполнена в стиле монашеского ордена цистерцианцев — с большой розеткой из стекла времён католических королей, а также тремя большими нефами, покрытыми кирпичными сводами, и тремя апсидами с заострёнными арками. Рядом с алтарём была устроена часовня для захоронений. Единственное захоронение принадлежит сыну Альфонсо IX — Альфонсо де Молине.

## Съёмки
Замок Калатрава-ла-Нуэва неоднократно использовался в качестве декораций для съёмок кинофильмов. В 1986 году замок был «декорацией» во время съёмок фильма «Имя розы», экранизации одноимённого романа Умберто Эко, где автор вдохновился на написание своего произведения.
В сентябре 2010 года замок послужил основным местом съёмок испанского фильма «Капитан Гром и Святой Грааль», где в главной роли сыграла Наталья Яровенко.